# جوزيه ألتافيني

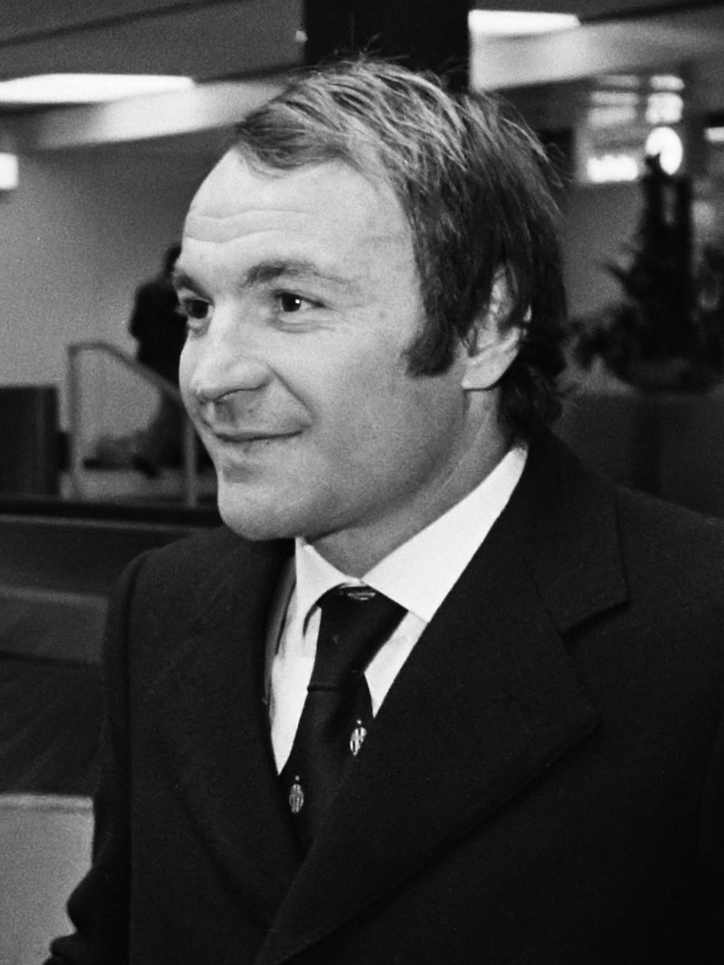
جوزيه ألتافيني

خوسيه خواو ألتافيني من مواليد 24 يوليو 1938 في بيراسيكابا في البرازيل، وهو يعتبر ثالث أعظم هداف في تاريخ الدوري الإيطالي بعد جوسيبي مياتزا وغونار نوردال. وقد لعب ألتافيني لعدد من الأندية البرازيلية مثل نادي بالميراس، قبل أن ينتقل إلى إيطاليا ليلعب لنادي إيه سي ميلان في عام 1958، وقد لعب أول مباراة له في تاريخ 21 سبتمبر 1958، وفي أول موسم له مع الفريق لعب 32 مباراة وسجل فيها 28 هدف، ساعد فيها إيه سي ميلان على الفوز بالدوري الإيطالي في ذلك الموسم، وقد سجل أول هدف له في الدوري في تاريخ 5 أكتوبر 1958 أمام نادي باري، وقد فاز مع نادي إيه سي ميلان بلقب الدوري الإيطالي في عام 1962، وقد توج هدافا للدوري في ذلك الموسم بعد أن سجل 22 هدف في 33 مباراة.
و في عام 1965 انتقل ألتافيني إلى نادي نابولي، وقد لعب لهم حتى عام 1972، وفي ذلك العام وصل نادي نابولي إلى نهائي كأس إيطاليا وخسروا بهدفين مقابل لا شيء أمام ناديه السابق إيه سي ميلان، وبعدها انتقل إلى نادي يوفنتوس، وخسر نهائي الكأس مرة أخرى في عام 1973، ولكنه فاز بلقب الدوري الإيطالي مرتين في عام 1973 وفي عام 1975، وفي عام 1976 ترك ألتافيني نادي يوفنتوس، ويكون بذلك قد قضى 16 موسم في الملاعب الإيطالية، وقد لعب فيها 459 مباراة وسجل فيها 216، ولكن معظم هذه الأهداف أتت في أول ثمانية مواسم، فقد سجل 134 هدف في أول ثمانية مواسم، وفي آهر ثمانية مواسم سجل 53 هدف.
و قد انضم بعد ذلك إلى نادي كياسو وانتقل بعده إلى نادي موندريسيو ستار في سويسرا وقد لعب حتى بلغ الثانية والأربعين. لعب ألتافيني لمنتخب البرازيل لكرة القدم ومنتخب إيطاليا لكرة القدم، وقد كان أحد اللاعبين الذين فازوا بكأس العالم 1958، وقد لعب لمنتخب إيطاليا لكرة القدم في كأس العالم 1962.

## روابط خارجية
- جوزيه ألتافيني على موقع الاتحاد الدولي (مؤرشف)  (الإنجليزية)
- جوزيه ألتافيني على موقع الاتحاد الأوربي (الإنجليزية)
- جوزيه ألتافيني على موقع قاعدة بيانات كرة القدم.إي يو (الإنجليزية)
- جوزيه ألتافيني على موقع ناشيونال فوتبول تيمز (الإنجليزية)
- جوزيه ألتافيني على موقع Soccerway.com (الإنجليزية)
- جوزيه ألتافيني على موقع عالم كرة القدم.نت (الإنجليزية)